# 만주 문자
만주 문자(滿洲文字, 만주어: ᠮᠠᠨᠵᡠ
ᡥᡝᡵᡤᡝᠨ Manju Hergen)는 만문(滿文)이라고도 한다. 만주어 표기에 사용되는 문자로 1599년, 몽골 문자를 변형시킨 것이다.

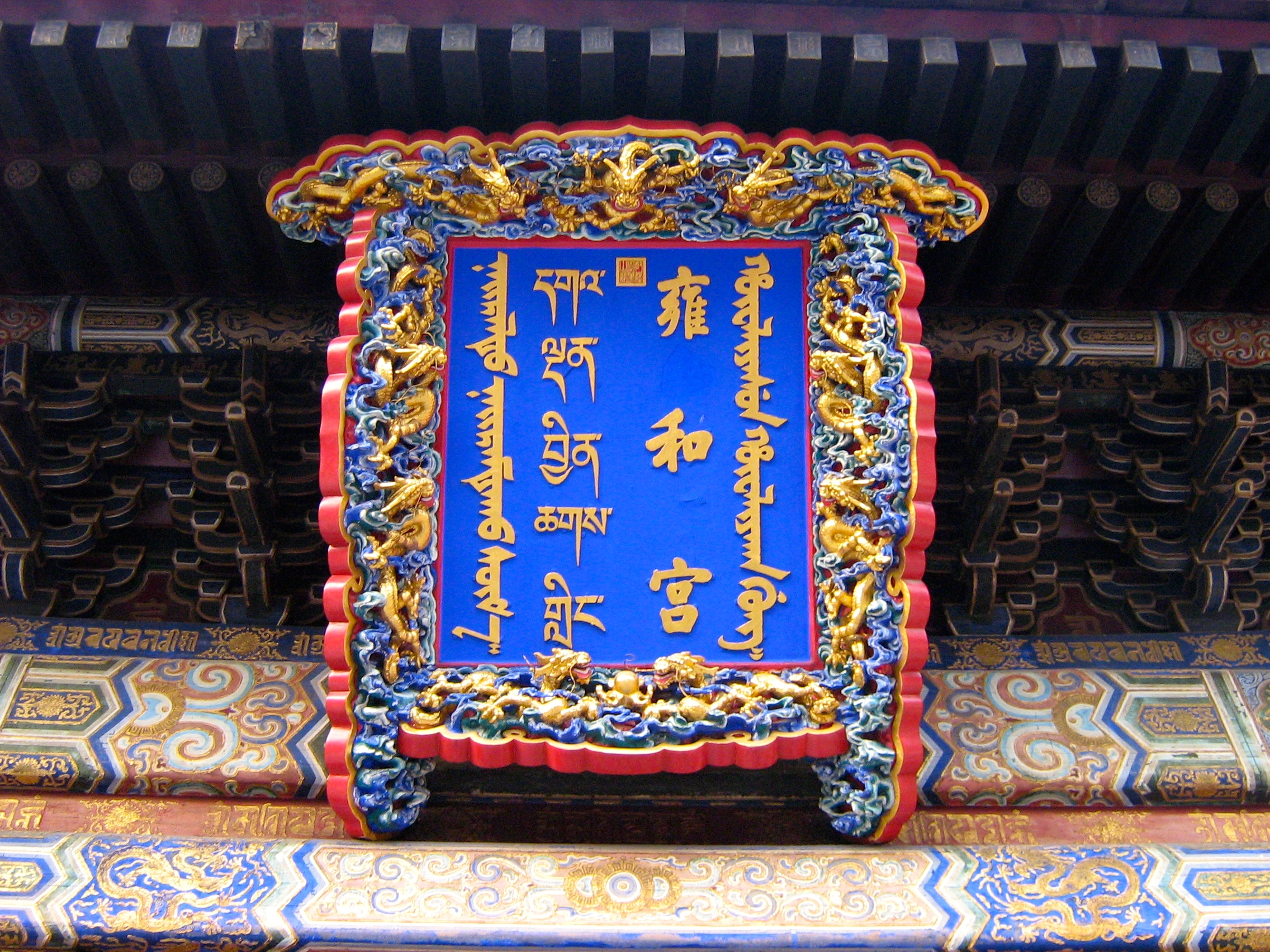
북경의 후왈리야순 후왈리야카 궁 현판. 왼쪽부터 몽골 문자, 티베트 문자, 한문, 만주문자 순이다.

## 역사
금나라가 멸망한 뒤 여진문자(女眞文字, 여진어： dʒu-ʃə bitxə)를 이해할 수 있는 사람들이 갈수록 적어 명나라 중엽에는 이미 차츰차츰 실전되었다. 누르가치가 흥기한 후 건주여진에서 조선과 중국에 왕래하던 공문은 공정륙(髸正陸)이라는 중국인이 한문으로 쓴 것이었으며, 지금껏 여진인들이 군령(軍令)·정령(政令)을 발포할 때에는 몽골 문자를 사용하였는데 일반 여진인들은 보아도 잘 알지 못했고, 들어도 무슨 말인지도 몰랐다.
1599년, 건주여진의 수러 버이러(만주어: ᠰᡠᡵᡝ
ᠪᡝᡳᠯᡝ Sure Beile)였던 누르가치는 학자(巴克什, 만주어: ᠪᠠᡴ᠋ᠰᡳ Baksi)인 나라 어르더니(納喇額爾德尼, 만주어: ᠨᠠᡵᠠ
ᡝᡵᡩᡝᠨᡳ Nara Erdeni) 이사관(扎尔固齐, 만주어: ᠵᠠᡵᡤᡡᠴᡳ Jargūci)인 이르건 교로 까까이(伊爾根覺羅噶蓋, 만주어: ᡳᡵᡤᡝᠨ
ᡤᡳᠣᡵᠣ
ᡬᠠᡬᠠᡳ Irgen Gioro G'ag'ai)로 하여금 몽골 문자를 그대로 받아들여 만주어를 적은 초기의 만주문자를 무권점 만문(無圈点滿文, 만주어: ᡨᠣᠩᡴᡳ
ᡶᡠᡴᠠ
ᠠᡴᡡ
ᡥᡝᡵᡤᡝᠨ Tongki Fuka Akū Hergen)이라고 하는데 구만문(舊滿文), 노만문(老滿文)이라고도 부른다. 현존하는 가장 오래된 무권점자의 기록은 1610년대 후반에 쓰여진 것으로 보이는 당안(檔案)들이다. 초기 당안들 가운데는 1607년의 일을 적은 당안이 연대상으로는 가장 이른 것이지만, 이 당안이 실제로 필사된 연대는 1620년 전후, 또는 천총 연간이었던 것으로 추정된다.
1632년에 숭덕제의 명을 받은 학자 다하이(達海, 만주어: ᡩᠠᡥᠠᡳ Dahai)에 의하여 무권점자는 만주어 적는데 적합한 문자로 개량되었다. 즉 무권점자에 점(點: •)과 권(圈: ○)을 가하여 a와 e, o와 u, t와 d 그리고 k와 g와 h를 구별하는 새로운 문자를 만들었는데, 이 새 문자를 유권점 만문(有圈點滿文, 만주어: ᡨᠣᠩᡴᡳ
ᡶᡠᡴᠠ
ᠰᡳᠨᡩᠠᡥᠠ
ᡥᡝᡵᡤᡝᠨ Tongki Fuka Sinsaha Hergen)이라고 하는데 신만문(新滿文)이라고도 부른다.
새로운 만주자 즉 유권점 만문이 제정 공포된 것은 정확히는 1632년 3월 7일이었던 것으로 보인다. 실제로 그 당시의 기록인 《구만주당(舊滿洲檔)》을 보면 3월 7일 전후의 표기가 뚜렷한 변화를 보인다. 그러나 3월 7일을 경계로 하여 구만문(舊滿文)과 신만문(新滿文)의 모든 특징이 획연히 구별되는 것은 아니다. 1632년 3월 7일이 분기점이 되는 것은 사실이지만 1632년을 전후로 상당 기간의 과도적인 문자 사용의 시기가 나타난다. 즉 1632년 이전의 당안에도 간혹 어음을 구별하기 위하여 점을 가한 곳이 보이고, 1632년 이후의 당안에도 점의 누락은 물론 문자 이용에 있어서도 무권점자적인 특징이 부분적으로 여전히 나타나고 있다. 이와 같이 그 당시의 문서들을 살펴보면, 1632년의 문자 개량은 갑자기 나타난 것이 아니라, 점진적으로 축적된 개량의 방안들이 1632년에 정리 공포된 것으로 보인다. 또 그 뒤에도 부분적인 정리가 뒤따른 것으로 보인다. 1640년대에 접어들면 유권점 만문은 기본적인 문자의 자형이나 그 이용 방법에 있어서는 완전히 확립되었다.

## 서체
인쇄체와 일종의 필기체인 소해체가 있다. 소해체는 꼬리 처리 등이 인쇄체와 차이가 난다.

## 글자
만주어를 나타내는 데 쓰이는 글자는 "a, e, i, o, u, ū"에 해당하는 모음과 "n, k, g, h, b, p, s, š, t, d, l, m, c, j, r, f, ng"에 해당하는 자음들, 그리고 반모음 "w, y"에 해당하는 글자들이다. 그 밖에 중국어 등을 적는 데 쓰이는 확장 글자들이 존재한다.
| 글자 | 글자 | 글자 | 글자              |                 | 로마자      | 유니코드 | 비고                                             |  |
| 단독 | 어두 | 어중 | 어말              |                 | 로마자      | 유니코드 | 비고                                             |  |
| 모음 | 모음 | 모음 | 모음              | 모음            | 모음        | 모음     | 모음                                             |  |
| ---- | ---- | ---- | ----------------- | --------------- | ----------- | -------- | ------------------------------------------------ |  |
| ᠠ    | ᠠ᠊   | ᠊ᠠ᠊  | ᠊ᠠ                |                 | a           | 1820     |                                                  |  |
| ᠠ    | ᠠ᠊   | ᠊ᠠ᠊  | ᠊ᠠ᠋                |                 | a           | 1820     |                                                  |  |
| ᡝ    | ᡝ᠊   | ᠊ᡝ᠊  | ᠊ᡝ                |                 | e           | 185D     | 두 번째 끝 형태 [k] [g] [x] kh gh hh 다음에 사용 |  |
| ᡝ    | ᡝ᠊   | ᠊ᡝ᠊  | ()                |                 | e           | 185D     | 두 번째 끝 형태 [k] [g] [x] kh gh hh 다음에 사용 |  |
| ᡳ    | ᡳ᠊   | ᠊ᡳ᠊  | ᠊ᡳ                |                 | i           | 1873     |                                                  |  |
| ᡳ    | ᡳ᠊   | ᠊ᡳ᠌᠊  | ᠊ᡳ                |                 | i           | 1873     |                                                  |  |
| ᡳ    | ᡳ᠊   | ᠊ᡳ᠍᠊  | ᠊ᡳ᠋                |                 | i           | 1873     |                                                  |  |
| ᡳ    | ᡳ᠊   | ᠊ᡳ᠍᠊  | ᠊ᡳ᠌                |                 | i           | 1873     |                                                  |  |
| ᠣ    | ᠣ᠊   | ᠊ᠣ᠊  | ᠊ᠣ                |                 | o           | 1823     |                                                  |  |
| ᠣ    | ᠣ᠊   | ᠊ᠣ᠊  | ᠊ᠣ᠋                |                 | o           | 1823     |                                                  |  |
| ᡠ    | ᡠ᠊   | ᠊ᡠ᠊  | ᠊ᡠ                |                 | u           | 1860     |                                                  |  |
| ᡠ    | ᡠ᠊   | ᠊ᡠ᠊  | ??                |                 | u           | 1860     |                                                  |  |
| ᡡ    | ᡡ᠊   | ᠊ᡡ᠊  | ᠊ᡡ                |                 | ū/uu/v      | 1861     |                                                  |  |
| ᡟ    | ()   | ᠊ᡟ᠊  | ᠊ᡟ                |                 | y/y/i'      | 1861     | 185F                                             |  |
| 자음 |      |      |                   |                 |             |          |                                                  |  |
| ᠨ    | ᠨ᠊   | ᠊ᠨ᠋᠊  | ᠊ᠨ                |                 | n           | 1828     | 자음 앞에 사용                                   |  |
| ᠨ    | ᠨ᠊   | ᠊ᠨ᠊  | ᠊ᠨ                | 모음 앞에 사용  | n           | 1828     |                                                  |  |
| ᠩ    |      | ᠊ᠩ᠊  | ᠊ᠩ                |                 | ng          | 1829     |                                                  |  |
| ᡴ    | ᡴ᠊   | ᠊ᡴ᠊  | ᠊ᡴ                |                 | k [q]       | 1874     | a o ū 앞에 사용                                  |  |
| ᡴ    | ᡴ᠊   | ᠊ᡴ᠋᠊  | ᠊ᡴ                | 자음 앞에 사용  | k [q]       | 1874     |                                                  |  |
| ᡴ    | ()   | ᠊ᡴ᠌᠊  | ᠊ᡴ᠋                |                 | k [k]       | 1874     |                                                  |  |
| ᡤ    | ᡤ᠊   | ᠊ᡤ᠊  |                   |                 | g [ɢ]       | 1864     |                                                  |  |
| ᡤ    |      |      |                   |                 | g [ɡ]       | 1864     |                                                  |  |
| ᡥ    | ᡥ᠊   | ᠊ᡥ᠊  |                   |                 | h [χ]       | 1865     |                                                  |  |
| ᡥ    |      |      |                   |                 | h [x]       | 1865     |                                                  |  |
| ᠪ    | ᠪ᠊   | ᠊ᠪ᠊  | ᠊ᠪ                |                 | b           | 182A     |                                                  |  |
| ᡦ    | ᡦ᠊   | ᠊ᡦ᠊  |                   |                 | p           | 1866     |                                                  |  |
| ᠰ    | ᠰ᠊   | ᠊ᠰ᠊  | ᠊ᠰ                |                 | s           | 1867     |                                                  |  |
| ᡧ    | ᡧ᠊   | ᠊ᡧ᠊  | ᠊ᡧ                |                 | š           | 1867     |                                                  |  |
| ᡨ    | ᡨ᠋᠊   | ᠊ᡨ᠋᠊  |                   |                 | t           | 1868     | a o i 앞에 사용                                  |  |
| ᡨ    |      | ᠊ᡨ᠌᠊  | ᠊ᡨ                | 자음 앞에 사용  | t           | 1868     |                                                  |  |
| ᡨ    | ᡨ᠊   | ᠊ᡨ᠊  |                   | e u ū 앞에 사용 | t           | 1868     |                                                  |  |
| ᡩ    | ᡩ᠊   | ᠊ᡩ᠋᠊  |                   |                 | d           | 1869     | a o i 앞에 사용                                  |  |
| ᡩ    | ᡩ᠋᠊   | ᠊ᡩ᠊  | e u ū 앞에 사용   |                 | d           | 1869     |                                                  |  |
| ᠯ    | ᠯ᠊   | ᠊ᠯ᠊  | ᠊ᠯ                |                 | l           | 182F     |                                                  |  |
| ᠮ    | ᠮ᠊   | ᠊ᠮ᠊  | ᠊ᠮ                |                 | m           | 182E     |                                                  |  |
| ᠴ    | ᠴ᠊   | ᠊ᠴ᠊  |                   |                 | c/ch/c      | 1834     |                                                  |  |
| ᠵ    | ᠵ᠊   | ᠊ᠵ᠊  |                   |                 | j/zh/j      | 1835     |                                                  |  |
| ᠶ    | ᠶ᠊   | ᠊ᠶ᠊  |                   |                 | y           | 1836     |                                                  |  |
| ᡵ    | ᡵ᠊   | ᠊ᡵ᠊  | ᠊ᡵ                |                 | r           | 1875     |                                                  |  |
| ᡶ    | ᡶ᠊   | ᠊ᡶ᠊  |                   |                 | f           | 1876     | a e 앞에 사용                                    |  |
| ᡶ    | ᡶ᠋‍    | ᠊‍ᡶ᠋‍    | i o u ū 앞에 사용 |                 | f           | 1876     |                                                  |  |
| ᠸ    | ᠸ᠊   | ᠊ᠸ᠊  |                   |                 | v (w)       | 1838     |                                                  |  |
| ᠺ    | ᠺ᠊   | ᠊ᠺ᠊  |                   |                 | k'/kk/k῾/k’ | 183A     |                                                  |  |
| ᡬ    | ᡬ᠊   | ᠊ᡬ᠊  |                   |                 | g'/gg/ǵ/g’  | 186C     |                                                  |  |
| ᡭ    | ᡭ᠊   | ᠊ᡭ᠊  |                   |                 | h'/hh/h́/h’  | 186D     |                                                  |  |
| ᡮ    | ᡮ᠊   | ᠊ᡮ᠊  |                   |                 | ts'/c/ts῾/c | 186E     |                                                  |  |
| ᡯ    | ᡯ᠊   | ᠊ᡯ᠊  |                   |                 | dz/z/dz/z   | 186F     |                                                  |  |
| ᡰ    | ᡰ᠊   | ᠊ᡰ᠊  |                   |                 | ž/rr/ž/r’   | 1870     |                                                  |  |
| ᡱ    | ᡱ᠊   | ᠊ᡱ᠊  |                   |                 | c'/ch/c῾/c’ | 1871     |                                                  |  |
| ᡷ    | ᡷ᠊   | ᠊ᡷ᠊  |                   |                 | j/zh/j̊/j’   | 1877     |                                                  |  |

## 같이 보기
- 몽골 문자